# Yubileini (Krasnodar)
Yubileini (YUMR, en ruso: Юбилейный, ЮМР) es un mikroraión del distrito Západni de la ciudad de Krasnodar, en el krai de Krasnodar de Rusia.
Es uno de los nuevos barrios modernos de la ciudad, está situado en una curva del Kubán. Alejado de las zonas industriales, y por su situación, se considera una de las regiones de mejor calidad ambiental de la ciudad. Junto a la orilla del Kubán se ha construido el parque Rozhdestvenski. En la orilla opuesta del Kubán se hallan campos y el aul Starobzhegokái.

## Historia
La construcción del barrio se inició en la década de 1980 y continuó en diversos periodos en que construyeron bloques de apartamentos.

## Transporte
Al mikroraión llegan las líneas de trolebús 8 y 11, y las líneas de tranvía 1, 6, 11 y 21.

## Galería

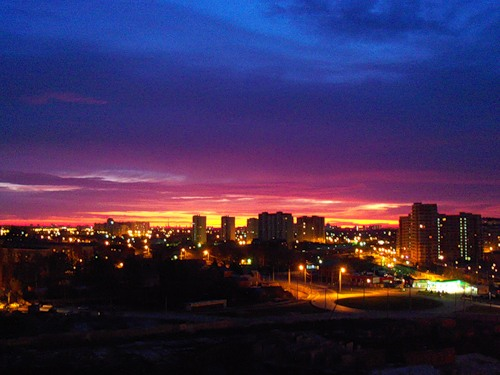
Atardecer en Yubileini.
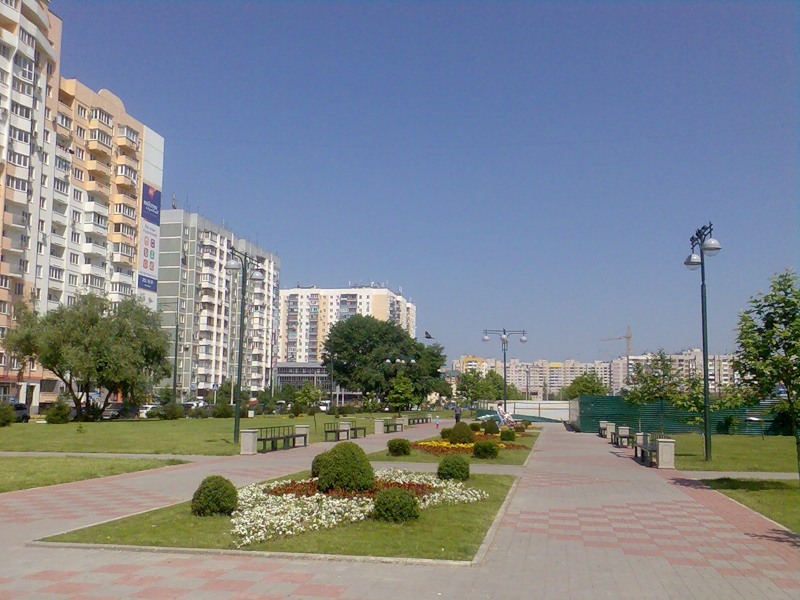
Bulevar Platanovi.
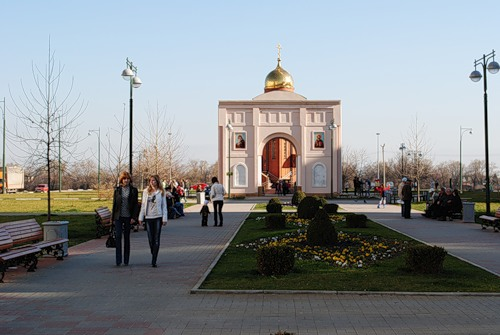
Capilla en el bulevar.
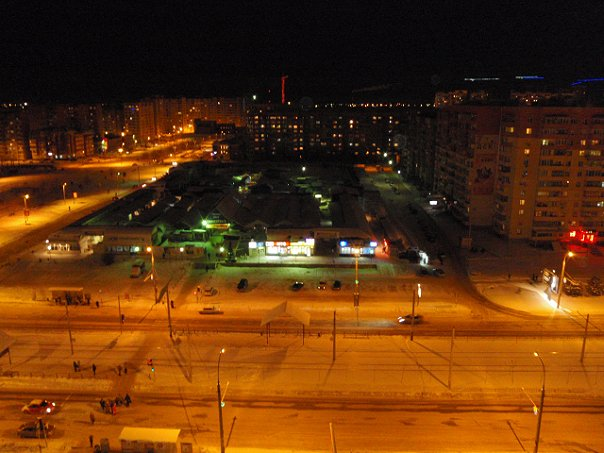
Vista invernal del barrio.
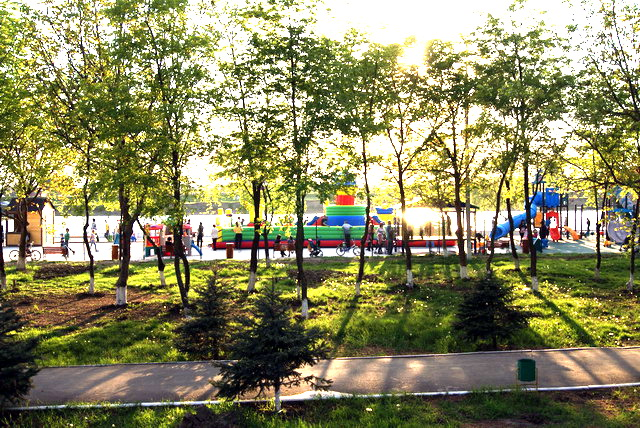
Parque Rozhdestvenski.
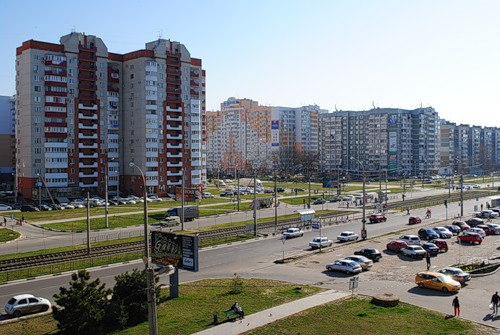
Avenida Chekistov.